# We Care a Lot
We Care a Lot è il primo album in studio del gruppo musicale statunitense Faith No More, pubblicato nel 1985 dalla Mordam Records.

## Tracce
1. We Care a Lot – 4:08
2. The Jungle – 3:10
3. Mark Bowen – 3:33
4. Jim – 1:16
5. Why Do You Bother – 5:39
6. Greed – 3:50
7. Pills for Breakfast – 2:59
8. As the Worm Turns – 3:11
9. Arabian Disco – 3:16
10. New Beginnings – 3:46

## Formazione
- Chuck Mosley - voce
- Jim Martin - chitarra
- Bill Gould - basso
- Mike Bordin - batteria
- Roddy Bottum - tastiere